# Нова-Петрополис
Нова-Петрополис (порт. Nova Petrópolis)  —  муниципалитет в Бразилии, входит в штат Риу-Гранди-ду-Сул. Составная часть мезорегиона Агломерация Порту-Алегри. Входит в экономико-статистический  микрорегион Грамаду-Канела. Население составляет 17 747 человек на 2007 год. Занимает площадь 291,079 км². Плотность населения — 61,0 чел./км².
Праздник города — 28 февраля.

## История
Город основан 7 сентября 1858 года.

## Статистика
- Валовой внутренний продукт на 2005 составляет 239.425.000,00 реалов (данные: Бразильский институт географии и статистики).
- Валовой внутренний продукт на душу населения на 2005 составляет 13.491,01 реалов (данные: Бразильский институт географии и статистики).
- Индекс развития человеческого потенциала на 2000 составляет 0,847 (данные: Программа развития ООН).

## География
Климат местности: умеренный.

## Галерея
- Собор